# Krobanów
Krobanów – wieś w Polsce położona w województwie łódzkim, w powiecie zduńskowolskim, w gminie Zduńska Wola.
1 stycznia 1973 część wsi (25 ha) została włączona do Zduńskiej Woli.
W latach 1975–1998 miejscowość administracyjnie należała do województwa sieradzkiego. 
W połowie października 1897 r. znaleziono tu ponad 500 monet z czasów Władysława Jagiełły.
We wsi znajduje się grób żołnierzy niemieckich poległych 30 listopada 1914 r.: pięciu wymienionych z nazwiska, jeden bezimienny.